# Susan Einzig
Susan Einzig (geboren 16. November 1922 in Berlin; gestorben 25. Dezember 2009 in London) war eine englische Buchillustratorin. Einzig wurde 1958 mit ihren Illustrationen zu dem Kinderbuch Tom’s Midnight Garden (Als die Uhr dreizehn schlug) von Philippa Pearce bekannt.

## Leben
Suzanne Einzig wuchs als Kind in einer bürgerlichen Berliner Familie auf. Im Frühjahr 1939 wurden sie und ihr Bruder von der Familie getrennt, als mit den Kindertransporten Tausende jüdischer Kinder aus dem Deutschen Reich nach Großbritannien einreisen konnten. Während ihre Mutter die Verfolgungen überlebte, starb ihr Vater im Ghetto Theresienstadt. 
Einzig konnte 1939 an der Londoner Central School of Arts and Crafts ihre Ausbildung im Holzschnitt bei Gertrude Hermes und John Farleigh beginnen. Zeichnung und Illustration studierte sie bei Bernard Meninsky und William Roberts. Während des Krieges arbeitete sie als technische Zeichnerin und war danach zunächst arbeitslos. 
Einer ihrer ersten Auftraggeber war Noel Carrington, für den sie 1945 Norah Pullings Mary Belinda and the Ten Aunts in einer neuartigen Technik der Autolithografie illustrierte, indem für jede der sechs Farben eine Platte benutzt wurde. 1946 illustrierte sie eine englische Ausgabe von Mozart auf der Reise nach Prag. Von Pulling erschien 1948 Miss Richards' mouse ebenfalls mit ihren Illustrationen. In den 1950er Jahren hatte sie häufige Beiträge in der „Radio Times“, als diese noch schwarz-weiß gedruckt wurde, sowie für „House and Garden“ und Picture Post. An der „Camberwell School of Art“ bekam sie einen Teilzeitjob als Kunstlehrerin. Von ihren Schülern wurden Euan Uglow und Terry Scales und Musiker wie Humphrey Lyttelton und Wally Fawkes bekannt. In Camberwell traf sie auf John Minton und Keith Vaughan. Minton übte den stärksten Einfluss auf ihre Arbeit aus. 1958 erhielt Philippa Pearce für das bei Oxford University Press herausgegebene Fantasy-Buch Tom's Midnight Garden den Buchpreis Carnegie Medal, was auch ihr Verdienst war, hatte sie doch Pearces Räume anschaulich gemacht und das Haus um ein Stockwerk erhöht. 
Unter Lawrence Gowing arbeitete sie ab 1959 mehr als dreißig Jahre am Chelsea College of Art and Design; zu ihren Schülern dort zählten Sue Coe und Emma Chichester Clark sowie der Schauspieler Alan Rickman. Speziellere buchkünstlerische Aufträge waren Alphonse Daudets Sappho. A Picture of Life in Paris 1954 bei der „Folio Society“ und eine Neuauflage von E. Nesbits The Bastables 1966 bei Nonesuch Press.
Einzig blieb unverheiratet und hatte einen Sohn und eine Tochter, Hetty.

## Weitere von Einzig illustrierte Bücher
- Rex Warner, The vengeance of the gods, 1954.
- Eleanor Spence, Lillipilly Hill, 1960.
- Elizabeth Poston, The Children's Song Book, 1961.
- Charlotte Brontë, Jane Eyre, 1962.
- Hester Burton, Her First Ball, 1963.
- Meindert DeJong, The tower by the sea, 1964.
- Gillian Avery, In the Window-Seat: A Selection of Victorian Stories by Gillian Avery, and Susan Einzig (Hardcover - 1965).
- Margaret Love, An explorer for an aunt, 1967.